# Glenorie
Glenorie (Hillside) – geograficzna nazwa (przedmieścia) Sydney, Nowa Południowa Walia w Australii, położonego na terenie samorządu lokalnego The Hills.

## Klimat
| Miesiąc | Sty  | Lut  | Mar  | Kwi  | Maj  | Cze  | Lip  | Sie  | Wrz  | Paź  | Lis  | Gru  | Roczna |
| --- | ---- | ---- | ---- | ---- | ---- | ---- | ---- | ---- | ---- | ---- | ---- | ---- | ------ |
| Średnie temperatury w dzień [°C] | 27.7 | 27.2 | 26.4 | 23.6 | 19.9 | 16.7 | 16.6 | 17.8 | 20.6 | 23.3 | 25.0 | 27.5 | 22,7   |
| Średnie dobowe temperatury [°C] | 22.1 | 21.9 | 20.7 | 17.8 | 14.3 | 11.8 | 11.0 | 12.2 | 14.5 | 17.4 | 19.0 | 21.3 | 17,0   |
| Średnie temperatury w nocy [°C] | 16.4 | 16.5 | 15.0 | 12.0 | 8.7  | 6.8  | 5.3  | 6.5  | 8.3  | 11.4 | 13.0 | 15.1 | 11,2   |
| Opady [mm] | 86   | 129  | 92   | 79   | 69   | 81   | 44   | 51   | 48   | 59   | 83   | 90   | 912    |
| Średnia liczba dni z opadami | 8.9  | 9.2  | 9.4  | 7.8  | 7.1  | 8.4  | 6.9  | 5.3  | 6.0  | 7.1  | 9.5  | 8.4  | 94     |
| Źródło: Bureau of Meteorology (liczba dni z opadami dla wartości 0,1 mm, wysokość 170 m n.p.m., 30 km od oceanu, 1965-75 / 1991-2016) |      |      |      |      |      |      |      |      |      |      |      |      |        |